# Talagante (Metropolitana)
Talagante is een gemeente in de Chileense provincie Talagante in de regio Región Metropolitana. Talagante telde 74.237 inwoners in 2017 en heeft een oppervlakte van 126 km².
- Bibliothèque nationale de France: cb12158845r (data)
- Library of Congress Control Number: n85220572
- Nationale Bibliotheek van Israël: 987007562333805171
- Virtual International Authority File: 122873721
- WorldCat: E39PBJdmkTQk7FH393yMCbdxXd